# Celovška kotlina
Celovška kotlina (nemško Klagenfurter Becken) je okoli 70 km dolg in 20 do 30 km širok predel  notranjealpske kotline v Vzhodnih Alpah na Avstrijskem Koroškem. Ugreznjena je med Centralnimi Alpami in Južnimi Alpami. Južni rob Celovške kotline se naslanja na Karavanke, dno doline je na okoli 380 do 510 mnm. V osredju doline prevladujejo gričevja, hribovja in podolja. Ob gorskih hrbtih Dobrača (2166 m) na zahodu, Svinje (2079 m) in Golice (2140 m) na vzhodu, ter ob Karavankah na jugu prehaja kotlinsko dno neposredno v visokogorje. Ledenonosni nanosi členijo kotlino na več delov. Na zahodu se Celovška kotlina nadaljuje v Ziljsko dolino, večje planote in doline pa so Gure, Podjuna, Rož, Celovško polje, Gosposvetsko polje in Grobniško polje (nemško Krappfeld). Celovška kotlina se odvodnjava v Dravo s pritoki. Današnjo podobo je kotlina dobila v zadnji ledeni dobi, ko sta površje izoblikovala »dravski« in »ziljski« ledenik, ki sta kotlino napolnjevala z morenskimi nanosi do Pliberka, in zapustila v reliefu obilo kotanj, v katerih so ostala večja jezera.

## Jezera
- Vrbsko jezero
- Osojsko jezero
- Baško jezero
- Klopinjsko jezero
- Hodiško jezero

## Reke
- Drava
- Krka
- Glina

ter m.dr.
- Jezernica (naravni odtok Vrbskega jezera)
- Raba, ki se izliva v Krko na Celovškem polju
- Ljubeljska in Bajdiška Borovnica

## Podnebje
Zaradi kotlinske lege je klima bolj celinska. Toplotni obrat povzroča nizke nočne temperature (januarja -4ºC do -7ºC), letne temerature pa znašajo okoli 24ºC. V osrednjem hribovitem delu je nadpovprečno veliko sončnih ur, tako da se površina jezerske vode ogreje tudi do 24ºC. Letna množina padavin se znižuje od okoli 1500 mm na zahodu, do okoli 800 mm na vzhodu.

## Naselja
Upravno središče celotne Koroške je Celovec, ki leži sredi Celovške kotline in sicer na t. i. Celovškem polju. Večja regionalna središča so: Beljak, Borovlje, Pliberk, Št. Pavel, Šentvid ob Glini, Velikovec in Wolfsberg. Ostala naselja v katerih živijo tudi Koroški Slovenci so Grebinj (Griffen), Grebinjski Klošter (Stift Griffen).